# 13e parallèle nord
Pour les articles homonymes, voir 13e parallèle.
En géographie, le 13e parallèle nord est le parallèle joignant les points de la surface de la Terre dont la latitude est égale à 13° nord.

## Géographie

### Dimensions
Dans le système géodésique WGS 84, au niveau de 13° de latitude nord, un degré de longitude équivaut à 108,485 km ; la longueur totale du parallèle est donc de 39 055 km, soit environ  97,5% de celle de l'équateur. Il en est distant de 1 438 km et du pôle Nord de 8 564 km,.
Comme tous les autres parallèles à part l'équateur, le 13e parallèle nord n'est pas un grand cercle et n'est donc pas la plus courte distance entre deux points, même situés à la même latitude. Par exemple, en suivant le parallèle, la distance parcourue entre deux points de longitude opposée est 19 527 km ; en suivant un grand cercle (qui passe alors par le pôle nord), elle n'est que de 17 128 km.

### Durée du jour
À cette latitude, le soleil est visible pendant 12 heures et 53 minutes au solstice d'été, et 11 heures et 22 minutes au solstice d'hiver.

### Régions traversées
Pays traversés
 Nicaragua (passage au niveau du volcan Cosigüina)
 Honduras (extrême sud du pays, au niveau du département de Choluteca)
 Nicaragua
 Saint-Vincent-et-les-Grenadines (au niveau de l'île de Bequia)
 Sénégal
 Mali
 Burkina Faso
 Niger
 Nigeria
 Cameroun (dans les eaux territorial du lac Tchad)
 Tchad
 Soudan
 Éthiopie
 Érythrée
 Yémen
 Inde (partie continentale, puis sur l'île Adaman du Nord)
 Birmanie (île de Mali Kyun (en), puis sur la partie continentale)
 Thaïlande (province de Phetburi, puis au nord de Pattaya)
 Cambodge
 Vietnam
 Philippines (au niveau des îles de Mindoro, Burias et Luçon)

Il passe également à proximité de la Barbade , et l'île de Guam  (États-Unis ).